# Jukebox

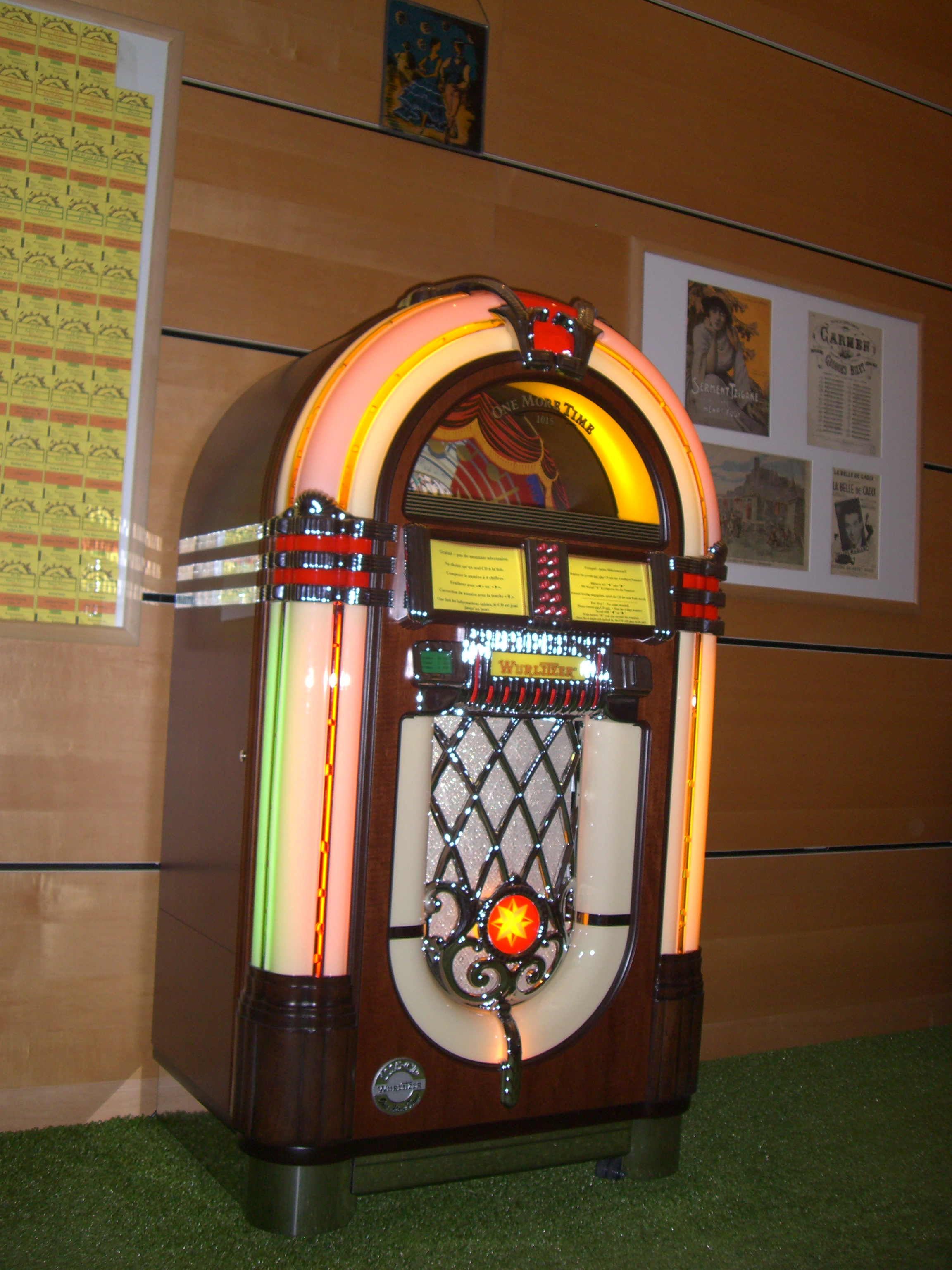
Jukebox Wurlitzer-1015 "1 more time"

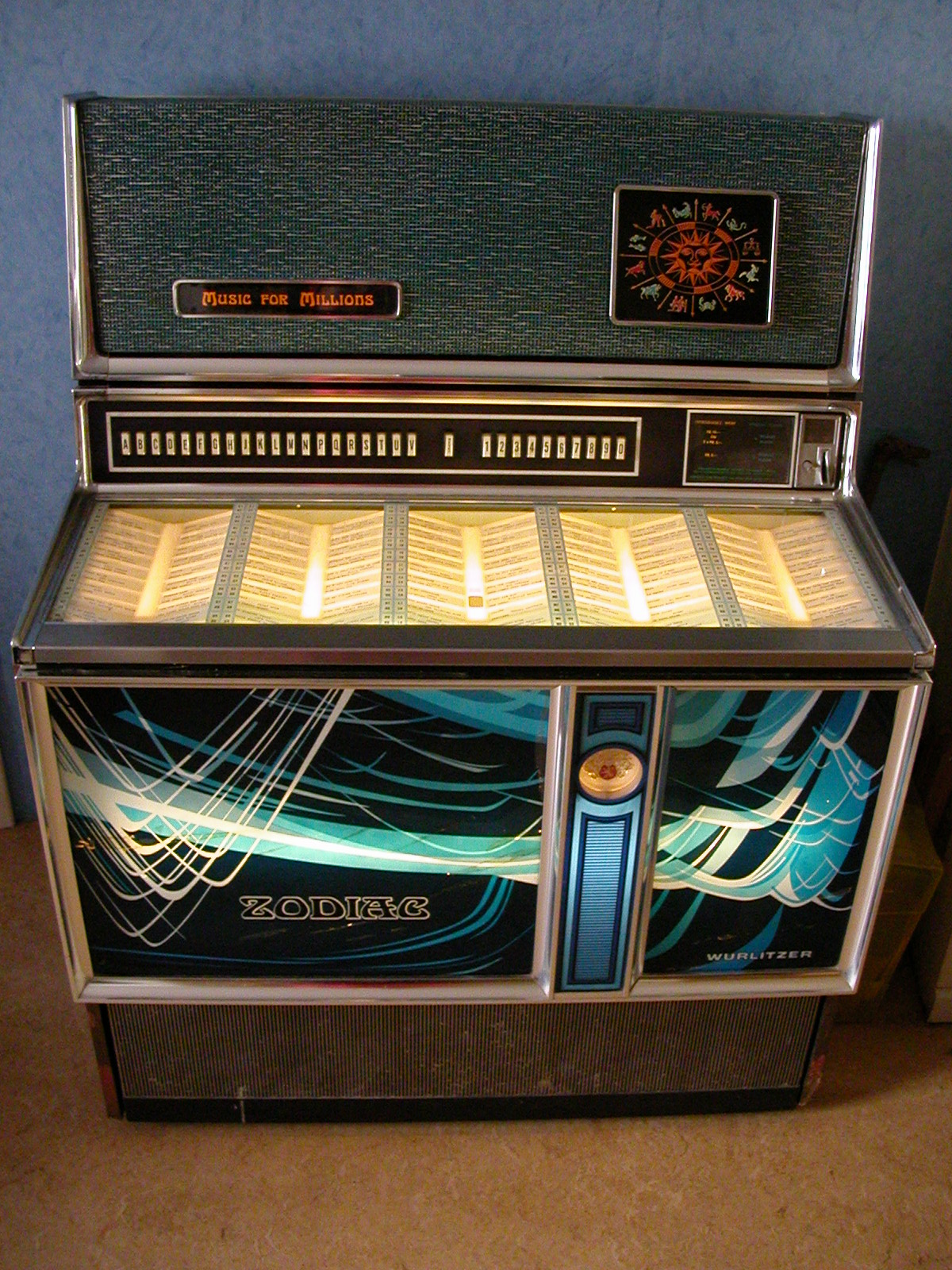
Jukebox Wurlitzer 3500 „Zodiac“ (1971)

Una jukebox, també anomenada màquina tocadiscos, és un aparell electrònic generalment accionada per monedes, diners o targeta de crèdit, que té per funció tocar peces de música escollides pel client que estiguin en el seu catàleg. Acostumen a estar instal·lades en establiments comercials com bars i altres locals públics.
La selecció dels temes anteriorment es duia a terme a través d'una botonera que, mitjançant una combinació, permetia indicar una cançó específica entre una llista de discos. En les màquines existents avui dia, es seleccionen través d'un monitor amb pantalla tàctil que permet buscar la cançó o artista desitjat per seleccionar-ho i posteriorment reproduir el contingut.
La primera jukebox va ser creada per William S. Arnold el 1890, a partir de la modificació d'una caixa de música operada amb monedes, Al principi, les jukeboxes només podien tocar una peça de música. El terme jukebox va començar a ser usat a partir de la dècada de 1940. Alguns d'aquests primitius aparells musicals van ser tan ben construïts que avui dia han sobreviscut en mans de museus o col·leccionistes, i no només això, sinó també n'hi ha molts en funcionament, en molts llocs del món.
Avui dia, les jukeboxes són capaces d'emmagatzemar milions de títols de música, vídeo i karaoke, s'han fet més compactes i amb millor capacitat de reproducció i fidelitat de so, les anomenades jukeboxes digitals comporten un complex desenvolupament de programari i maquinari que permet que siguin amigables per a l'usuari a part que són considerades com una eina important per als negocis que les posseeixen. Van deixar d'utilitzar els teclats de botons per a la seva operació i ara es manegen des de monitors amb pantalla tàctil amb els quals la interacció de l'usuari és més ràpida i intuïtiva.

## Alguns models estèticament notables

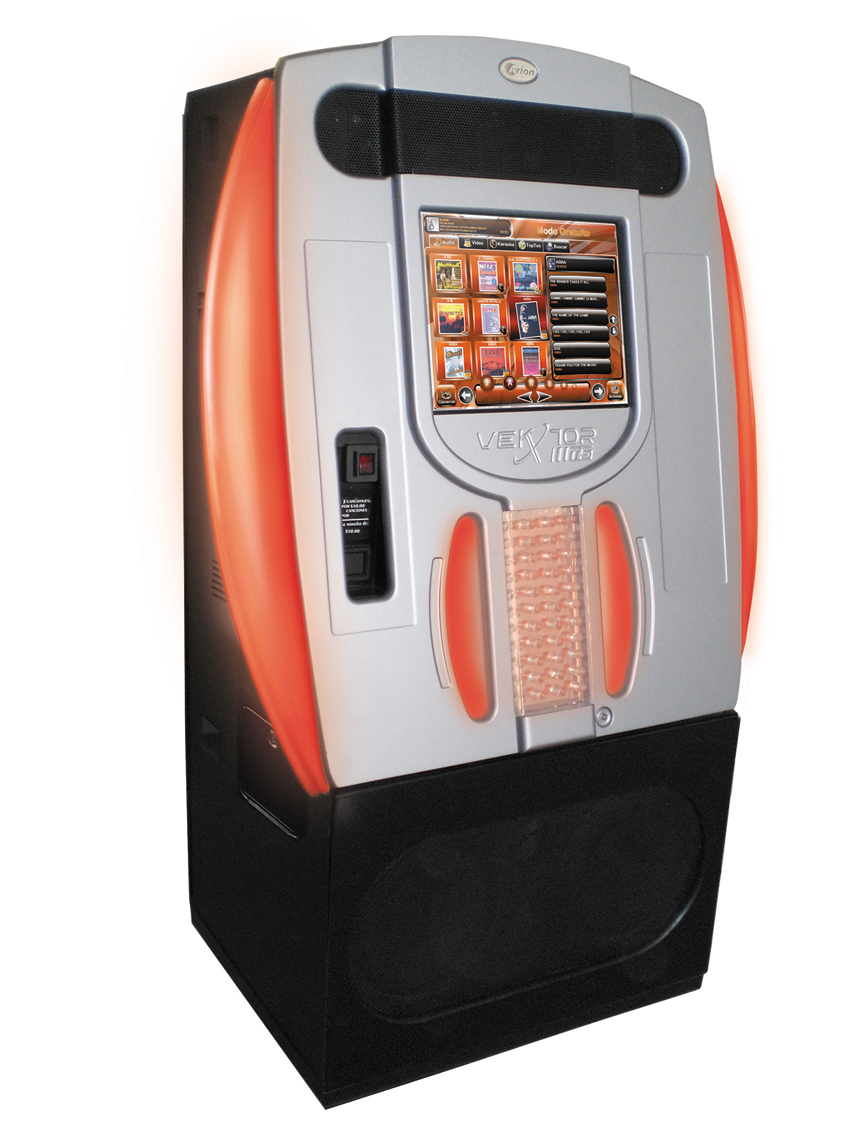
Jukebox Digital Vektor III
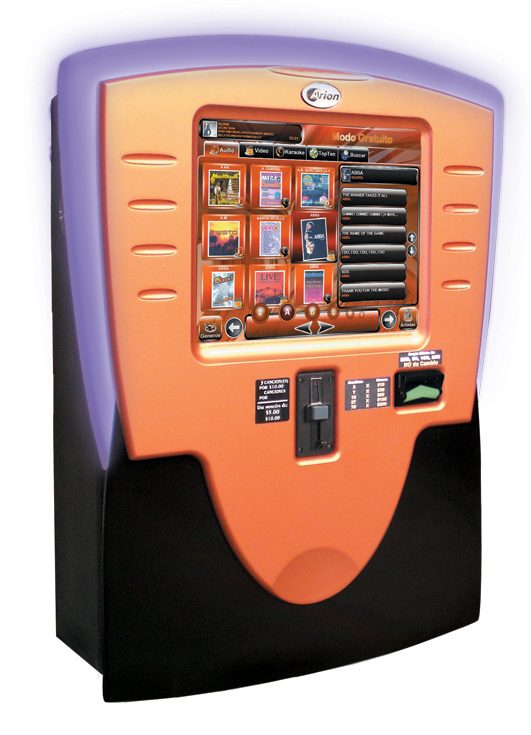
Jukebox Digital Niça
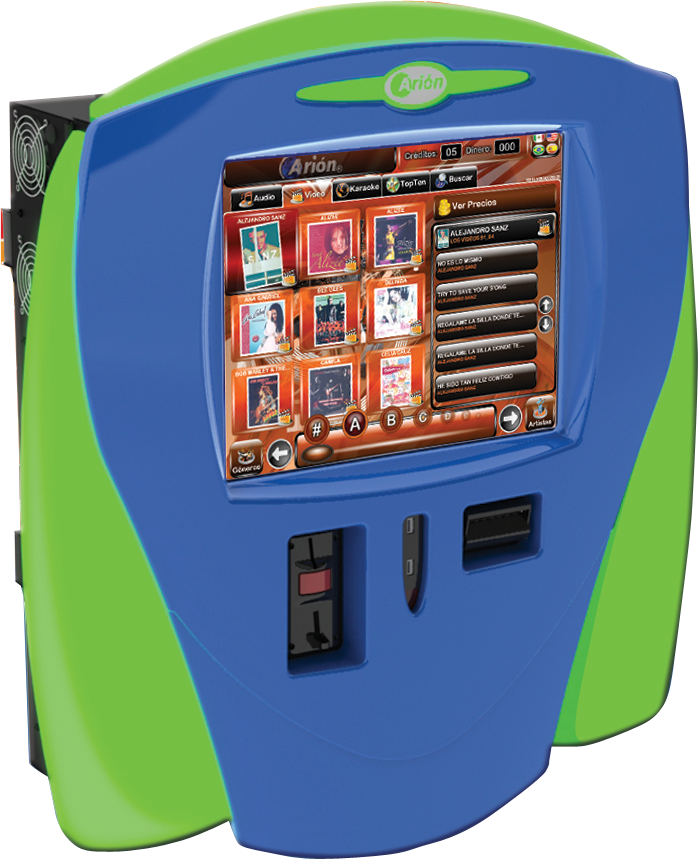
Jukebox Digital Soho
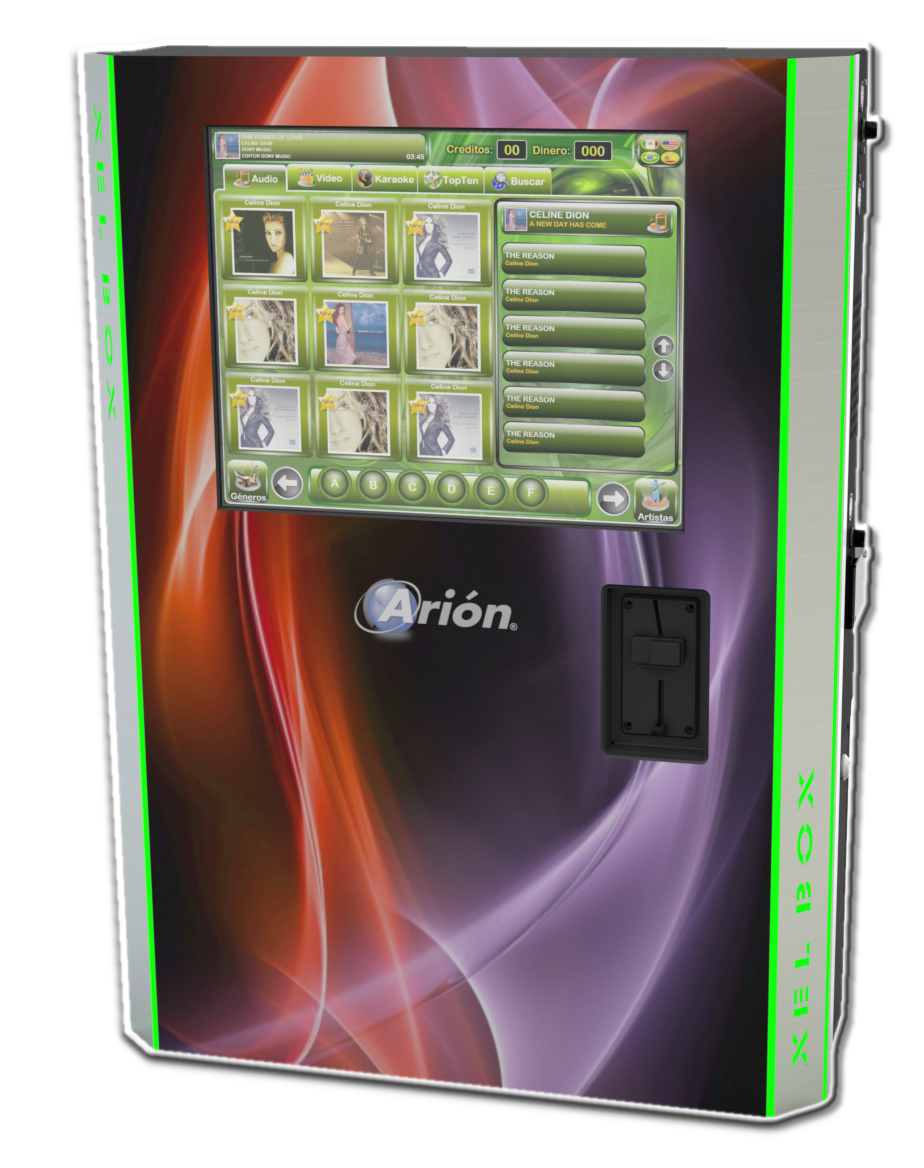
jukebox Digital XelBox